# 同じ穴の王様
『同じ穴の王様』（おなじあなのおうさま）は、日本テレビ系列で2012年から2014年まで不定期に放送されていた特別番組。

## 概要
あらゆる業界の超一流に禁断の質問「自分以外のNo.1」を聞き出す。

## MC
- 今田耕司 - 第4回のみ
- 桝太一（日本テレビアナウンサー）

## 放送日時
| 回数  | 放送日時                   | 備考                                   |
| ----- | -------------------------- | -------------------------------------- |
| 第1回 | 2012年12月1日13:30 - 14:30 | 『サタデーバリューフィーバー』で放送。 |
| 第2回 | 2013年3月16日13:30 - 14:30 | 『サタデーバリューフィーバー』で放送。 |
| 第3回 | 2013年12月1日13:15 - 14:15 | 『サンバリュ』で放送。                 |
| 第4回 | 2014年4月1日19:00 - 20:54  | ゴールデンタイムに進出。               |

## スタッフ
第4回（2014年4月1日）放送分
- ナレーター：中井和哉、魚住りえ
- コンセプト：都築浩
- 構成：桜井慎一／成瀬正人、林田晋一
- TM：佐治佳一
- SW：米田博之
- CAM：西阪康史
- MIX：山口直樹
- VE：三崎美貴
- 照明：宮田千尋
- EED：三井慎一郎
- MA：元木綾美
- 音効：岡田淳一
- TK：石島加奈子
- 美術：牧野沙和
- デザイン：北村春美
- 大道具：田中庸之
- 小道具：米山幸市
- 電飾：内堀真吾
- CG：鈴木千夏、キャニットG
- タイトルロゴ：岸和弘
- 技術協力：ビジュアルコミュニケーションズ、ヌーベルバーグ
- 美術協力：日テレアート
- デスク：阿部絵里子
- リサーチ：リベラス
- AD：池田翼、安部紘志、熊田周平、鈴木康太、松本佳奈子、菅原千詠美
- AP：森川高行、金ビンナ
- ディレクター：亀田剛／中野誠、雨宮佑介、広瀬陽一、宮本大輔、鈴嶋直子、伊藤祐輔、扇畑亘
- 企画・演出：藤森真実
- プロデューサー：小野隆史
- チーフプロデューサー：田中宏史
- 制作協力：ZION、創輝
- 製作著作：日本テレビ